# フェリックス・ガレタ
フェリックス・マルティ・ガレタ（Félix Martí Garreta、2004年4月21日 - ）は、スペイン・カタルーニャ州パラウ＝スリター・イ・プラガマンス出身のサッカー選手。SDアモレビエタ所属。ポジションはDF。

## クラブ経歴
2020年にレアル・ベティスのカンテラへ入団し、2021-22シーズンからBチームで出場機会を掴み始めた。2022年12月29日、プリメーラ・ディビシオンのアスレティック・ビルバオ戦にて、先発フル出場したことでトップチームデビューを飾り、2022-23シーズンはトップチームで公式戦2試合に出場した。
2023年7月4日、セグンダ・ディビシオンに所属していたSDアモレビエタへ1シーズンのレンタル移籍をすることが決定した。